# Burundi en los Juegos Olímpicos de Atlanta 1996
Burundi estuvo representado en los Juegos Olímpicos de Atlanta 1996 por siete deportistas, seis hombres y una mujer, que compitieron en atletismo.
El portador de la bandera en la ceremonia de apertura fue el atleta Dieudonné Kwizéra.

## Medallistas
El equipo olímpico burundés obtuvo la siguiente medallas:
| Nombre            | Deporte   | Competición |
| ----------------- | --------- | ----------- |
| Oro               |           |             |
| Vénuste Niyongabo | Atletismo | 5000 m M    |
| Plata             |           |             |
| —                 |           |             |
| Bronce            |           |             |
| —                 |           |             |